# Club des Cent Cols
Le Club des Cent Cols est une association de cyclotouristes passionnés de vélo en montagne.

## Présentation
Tous les cyclistes de tous les pays peuvent adhérer à l'association : hommes, femmes, handicapés, non-voyants, etc.
Tous les types de vélos, du moment qu’ils sont propulsés par la seule force musculaire (et non par assistance électrique), sont concernés : vélo de route, VTT, gravel, handbikes, vélos couchés, monoroues, tandem, etc.
Une seule condition est à remplir : avoir grimpé cent cols différents dont cinq à plus de 2 000 m. La déclaration se fait « sur l’honneur » le club comptant sur l’honnêteté et la bonne foi sportive du nouveau membre.
Les cols retenus peuvent être franchis partout dans le monde, mais doivent faire partie des 129 catalogues couvrant aujourd'hui 166 pays et territoires.

## Historique
En 1970, le Français Jean Perdoux lors de son ascension du col Luitel, au-dessus de Grenoble (Isère), annonce à ses amis qui l'accompagnent que c'est son centième col.
Il s'aperçoit alors qu'il n'est pas le seul à compter ses cols. Président du Vélo Club d’Annecy, membre du bureau directeur de la Fédération française de cyclotourisme, il fait paraitre en octobre 1971 dans la revue fédérale un sondage relatif à la création éventuelle d’un Club des « Cent cols ».
Surpris par le nombre de réponses reçues — par voie postale à l'époque — avec près de 200 courriers, de France, mais aussi de l’étranger, Jean Perdoux impulse alors la création du Club des Cent Cols. Elle est officielle courant 1972. D'abord comme simple section du Vélo Club d'Annecy, puis comme club à part entière en 1997. Un règlement est édité lors de la création, il est encore valable aujourd’hui.
Rapidement, les effectifs du club s'étoffent. Le premier membre anglais s’inscrit dès 1972, les premiers membres italien et suisse s’inscrivent en 1973 puis les inscriptions affluent régulièrement pour dépasser aujourd’hui les 8 000 membres dont actuellement 2 000 membres actifs (à jour de leur cotisation annuelle) qui proviennent de 16 pays. Plusieurs membres du club sont célèbres comme le dessinateur Jacques Faizant, les champions cyclistes Eddy Merckx et Bernard Thévenet, le professeur de médecine Claude Got, ou encore le journaliste Denis Cheissoux.
Le premier catalogue de cols est publié en 1973. En 1977, première parution de l'intégrale des cols routiers français, en 1978, première liste de l’intégrale des cols de Suisse. Ce sont les prémices d'une importante collection de catalogues de cols. Robert et Monique Chauvot publient en 1982 un premier catalogue des cols de France suivi, 10 ans plus tard du catalogue (exhaustif) des cols de France, la référence pour la France de tous les « centcolistes ». Aujourd'hui, 50 ans après sa création, le club des Cent Cols a achevé la production et l'édition (en format papier et informatique) des 129 catalogues de cols couvrant le monde entier dans 166 pays et territoires.

## Activités
Pour favoriser la collection de cols, le club propose des « Randonnées Permanentes » : ce sont des circuits à faire en un ou plusieurs tronçons, à sa cadence, et qui tous permettent de franchir au moins 100 cols. Il en existe maintenant 24, dont 2 en Allemagne (Forêt-Noire), 2 en Espagne, 2 en Suisse et 1 en Italie.
Outre la collection de cols, l'objectif du club est de favoriser la cohésion, les échanges, les rencontres, l'amitié entre ses membres. Il organise ainsi chaque année trois concentrations dans un massif montagneux, en France ou ailleurs : l'Espagne, l'Italie, la Suisse, l'Allemagne sont des destinations régulièrement retenues. Ces concentrations réunissent de 100 à 250 membres pour une durée de 3 à 7 jours.
Le goût de l'effort sportif, le bonheur de faire du vélo, seul ou en groupe, dans toutes les montagnes, dans tous les pays du monde, la passion partagée par des milliers de confrères, le plaisir de découvrir des endroits qui seraient restés insoupçonnés, l'amitié, l'entraide sont les valeurs qui réunissent les « centcolistes ».